# Laila Shawa
Laila Shawa (* 1940 in Gaza, Palästina; † 24. Oktober 2022), arabisch ليلى الشوا Laila al-Shawa, DMG Lailā aš-Šawā, war eine palästinensische Künstlerin.

## Leben
Laila Shawa studierte Kunstwissenschaft am Leonardo-da-Vinci-Kunstinstitut in Kairo sowie an der Kunstakademie in Rom, wo sie 1964 ihren Abschluss machte. Stilistisch beeinflusst wurde sie in dieser Zeit auch von Oskar Kokoschka, dessen „Schule des Sehens“ sie besuchte. Anschließend arbeitete sie bis 1967 für die UNRWA als Kunstlehrerin in Gaza. Bis zum Beginn des Libanesischen Bürgerkriegs wirkte sie als freischaffende Künstlerin in Beirut, danach kehrte sie nach Gaza zurück, wo sie gemeinsam mit ihrem Vater, Rashad al-Shawa, der lange Jahre Bürgermeister von Gaza war, an der Errichtung des nach ihm benannten Rashad-Shawa-Kulturzentrum mitwirkte, das nach dreijähriger Bauzeit 1988 eröffnet wurde. Zuletzt lebte und arbeitete sie in London.

## Werk
Charakteristisch für die Arbeiten von Laila Shawa ist das vergleichsweise breite Spektrum an Techniken und Stilen, derer sie sich bedient hat: Sie stellte Plastiken her, malte auf Leinwand, verarbeitete in Collagen auch Fotografien und verschiedenste andere Materialien und arbeitete daneben auch kalligrafisch. Dabei arbeitete sie oft seriell und näherte sich so einem bestimmten Thema aus sehr unterschiedlichen Blickwinkeln an. Mitunter bediente sie sich dabei auch christlicher und islamischer religiöser Motive. Hoffnung, Gewalterfahrung durch Krieg und Widerstand sind bestimmende Themen ihrer Arbeiten. Sozialkritisch setzte sie sich auch mit gesellschaftlichen Beschränkungen auseinander, die speziell palästinensischen Frauen auferlegt sind.

### Arbeiten
- Cities of Gold
- Women and the Veil, darin The Impossible Dream (الحلم المستحيل)
- (The Walls of) Gaza
- In the Name of God: Crucifixion
- Disposable Bodies
- Where Souls Dwell
- Trapped
- The Other Side of Paradise